# Hammenius montanus
Hammenius (Thonius) montanus – gatunek roztocza z kohorty Holothyrida i rodziny Holothyridae.
Gatunek ten został opisany w 1983 roku przez Leenderta van der Hammena.
Roztocz ten osiąga 5,3 mm długości idiosomy. Ciało ma ciemnobrązowe z umiarkowanie wypukłą tarczką grzbietową i bardzo długimi odnóżami, z których wszystkie są dłuższe od idiosomy. Wzór utworzony na tarczce grzbietowej przez przyczepy mięśni przypomina ten u Australothyrus. U samca wypukłości za rowkiem piersiowym odgraniczają od przodu epiandrium. U samicy region genitalny przykrywają 4 tarczki: mała pregenitalna, para wąskich laterogenitalnych i największa, postgenitalna. Na wewnętrznych stronach goleni nogogłaszczków obecne grzebienie sztywnych szczecin.
Gatunek znany z Nowej Gwinei.